# Шандан
Алеша́ндре Луи́с Реа́ме (порт.-браз. Alexandre Luiz Reame; 23 февраля 1988, Арасатуба), более известный как Шанда́н, или Шанда́о (порт.-браз. Xandão) — бразильский футболист, защитник.

## Ранние годы
Начал заниматься футболом в 7 лет в футбольной школе у тренера Фернандиньо. Сначала играл в атаке, немало забивал и не раз становился победителем различных соревнований в составе команды своего возраста, даже получал индивидуальные призы. Но затем стал меньше забивать, из-за чего уступил место в нападении другим, а сам с тех пор стал играть в обороне.

## Карьера
Первый профессиональный контракт подписал в 17 лет с клубом «Гуарани», за который выступал с перерывом до 2008 года, проведя за это время 52 матча и забив 7 голов. С 2006 по 2007 год на правах аренды играл за «Атлетико Паранаэнсе», где в 32 встречах забил 1 мяч.
Затем продолжил карьеру в «Деспортиво Бразил», контракт с которым имел до 2013 года, однако за всё это время провёл за клуб лишь 15 матчей, большинство времени играя в аренде за другие команды. В 2009 году на правах аренды находился в составе «Флуминенсе», но на поле не выходил. С 2009 по 2010 был в аренде в «Гремио Баруэри», за который сыграл 30 встреч.
С 2010 по 2012 год был в аренде в клубе «Сан-Паулу», в составе которого в ходе двух сезонов провёл 44 матча и забил 1 гол, после чего переехал в Португалию, пополнив, снова на правах аренды, ряды лиссабонского «Спортинг», за который затем сыграл 23 встречи и забил 1 гол в португальской Премьер-лиге. В составе команды из столицы Португалии дошёл до полуфинала розыгрыша Лиги Европы 2011/12, при этом в ходе турнира отметился забитым пяткой мячом в ворота «Манчестер Сити».
В феврале 2013 года Шандан подписал контракт на три с половиной года с «Кубанью».
Летом присоединился к клубу «Анжи» на правах свободного агента и подписал контракт на 3 года.

## Достижения
«Кубань»
- Финалист Кубка России: 2014/15

## Семья
У Шандана большая семья, помимо жены Роберты и живущих в его родном городе родителей, двух сестёр и двух братьев, у него есть множество кузенов и кузин, поскольку у его отца 9 братьев и сестёр, а у матери — 8. При этом в столь большой семье только Алекс является футболистом.

## Вне поля
В свободное время Шандан общается по скайпу с супругой, читает библию, полезную для себя информацию в интернете, а также учится играть на гитаре. Шандан получил жёлтую карточку на двадцать седьмой секунде встречи, что является рекордом Лиги Европы за всю её историю.